# Antonio García Navajas
Antonio García Navajas (Posadas, Córdoba, España, 8 de marzo de 1958) es un exfutbolista español. Jugaba de defensa. Fue parte integrante del Madrid de los García, equipo que llegó a quedar subcampeón de Europa en el año 1981. 
Debutó en 1.ª División con el Burgos C.F. el 5 de septiembre de 1976 en partido contra el R.C.D. Español, siendo su entrenador el francés Marcel Domingo.
Disputó un total de 324 partidos oficiales, 210 de ellos en la 1.ª División y anotó 2 goles (31/05/1981 con el Real Madrid en la Copa del Rey y 18/04/1985 con el Real Valladolid en la Copa de la Liga).
Ha trabajado como monitor en la Fundación Real Madrid, siendo entrenador del equipo de internas de la prisión de Alcalá-Meco.

## Trayectoria
- INFORMACIÓN:[1].

| Club                      | País          | Año              | Partidos | Goles |
| ------------------------- | ------------- | ---------------- | -------- | ----- |
| Recreativo de Bailén      | España        | Desconocido      | -        | -     |
| Linares C. F.             | España        | Desconocido-1976 |          |       |
| Burgos Club de Fútbol     | España        | 1976-1979        | 115      | 0     |
| Real Madrid C. F.         | España        | 1979-1982        | 57       | 1     |
| Real Valladolid Deportivo | España        | 1982-1986        | 109      | 1     |
| Rayo Vallecano            | España        | 1986-1987        | 22       | 0     |
| Polideportivo Almería     | España        | 1987-1988        | 21       | 0     |
| Total carrera             | Total carrera | Total carrera    | 324      | 2     |

## Palmarés

### Trofeos nacionales
| Título           | Club                      | Lugar               | Año     |
| ---------------- | ------------------------- | ------------------- | ------- |
| Primera División | Real Madrid C. F.         | España              | 1979-80 |
| Copa del Rey     | Real Madrid C. F.         | España              | 1979-80 |
| Copa del Rey     | Real Madrid C. F.         | España              | 1981-82 |
| Copa de la Liga  | Real Valladolid Deportivo | Madrid y Valladolid | 1984    |

### Trofeos internacionales
- Subcampeón de Europa en el año 1980-1981.

## Internacionalidades
- 1 veces internacional con España. Debutó con la selección española en Cádiz el 14 de noviembre de 1979.
- 3 veces internacional Sub-20
- 8 veces internacional Sub-21
- 6 veces internacional olímpico